# Kattarps församling
Kattarps församling var en församling i Lunds stift och i Helsingborgs kommun. Församlingen uppgick 2002 i Välinge-Kattarps församling.

## Administrativ historik
Församlingen har medeltida ursprung och har till 2002 varit annexförsamling i pastoratet Välinge och Kattarp. Församlingen uppgick 2002 i Välinge-Kattarps församling.

## Kyrkor
- Kattarps kyrka